# Брукнер, Антон
Анто́н Бру́кнер (нем. Anton Bruckner; 4 сентября 1824, Ансфельден, Верхняя Австрия — 11 октября 1896, Вена) — австрийский композитор, органист и музыкальный педагог, известный в первую очередь своими симфониями, мессами и мотетами. Его симфонии часто считаются символом заключительного этапа австро-немецкого романтизма в силу своего богатого гармонического языка, сложной полифонии и значительной продолжительности.

## Биография
Брукнер родился в деревушке Ансфельден близ Линца. Его дед в 1776 году получил место учителя, унаследованное в 1823 году отцом будущего композитора, Антоном Брукнером-старшим (1791—1837). Это была плохо оплачиваемая, но уважаемая должность в сельской местности. Брукнер-старший женился на Терезии Хельм (нем.), в браке с которой у них родилось одиннадцать детей. Антон Брукнер был старшим ребёнком в семье.
Отец стал для Антона первым учителем музыки. В 1833 году, когда Брукнер прошёл обряд конфирмации, отец решил отправить его в Хёршингскую школу, директор которой, Иоганн Баптист Вайс, был музыкальным энтузиастом и уважаемым органистом. Там Брукнер закончил школьное образование, стал органистом-виртуозом и написал своё первое сочинение — «Четыре прелюдии ми-бемоль мажор для органа».
После смерти Брукнера-старшего, в 1837 году, место и дом учителя отошли преемнику, и Антона отправили в монастырь Святого Флориана, где он стал певчим, а также занимался на органе и на скрипке. Несмотря на музыкальные способности Брукнера, его мать хотела, чтобы он унаследовал профессию предков, и послала его на учительский семинар в Линце. С отличием окончив его, Брукнер некоторое время работал помощником учителя Франца Фукса в городке Виндхаг-бай-Фрайштадт. Там он жил в ужасных условиях, получал скудное жалованье и постоянно терпел унижения от своего начальника, однако никогда не жаловался и не протестовал. Прелат Михаэль Арнет монастыря Святого Флориана, узнав о положении Брукнера, послал его на два года в Кронсторф на такую же должность. По сравнению с немногими виндхагскими работами, в сочинениях кронсторфского периода (1843—1845) впервые стали проявляться отличительные черты индивидуального «брукнеровского» стиля.
В 1845 году Брукнер вернулся в Санкт-Флориан. В мае он прошёл экзаменовку, позволяющую занять место помощника учителя в одной из сельских школ. Брукнер продолжил образование, чтобы преподавать в более высоких учебных заведениях. В 1848 году назначен органистом Санкт-Флориана, в 1851 году эта должность стала для него постоянной. Его репертуар в основном состоял из сочинений И. М. Гайдна, И. Г. Альбрехтсбергера и Ф. Й. Аумана.
В 1849 году Брукнер написал своё первое крупное сочинение — «Реквием», посвящённый памяти монастырского нотариуса Франца Зайлера, поддерживавшего его занятия музыкой и завещавшего ему своё фортепиано.
В 1854 году Брукнер впервые отправился в Вену, где прошёл прослушивание у придворного органиста Игнаца Асмайера. Только в 1855 году композитор приступил к получению музыкального образования на высокопрофессиональном уровне, начав занятия контрапунктом у виднейшего австрийского музыкального педагога Симона Зехтера. В том же 1855 году Брукнер, безоговорочно выиграв конкурс, занял пост городского органиста в Линце, а в 1860 году возглавил также мужской хор «Liedertafel Frohsinn», в связи с чем в его творчестве наряду с органными произведениями начинают занимать значительное место хоровые. Первым зрелым сочинением Брукнера считается Месса № 1 ре минор (1864), написанная им в 40-летнем возрасте.
Занятия у Зехтера завершились для Брукнера в 1861 году выпускным экзаменом, после которого, по преданию, один из экзаменаторов (Иоганн фон Гербек) воскликнул: «Это он должен был бы экзаменовать нас!». Однако затем Брукнер вновь обратился к учёбе, посещая семинар линцского дирижёра Отто Кицлера, в ходе которого с пристальным вниманием изучал музыкальные принципы Рихарда Вагнера. В 1865 году состоялось личное знакомство Брукнера с Вагнером. Музыка и личность Вагнера оказали на Брукнера большое влияние.

### Венский период
В 1868 году, после смерти Зехтера, Брукнер был приглашен занять освободившуюся должность, в качестве преподавателя теории музыки в Венской консерватории. За время преподавания он сосредоточил большую часть своей энергии на написании симфоний. Эти симфонии были плохо восприняты общественностью, иногда считались «дикими» и «бессмысленными». Среди его учеников в консерватории были Ганс Ротт и Франц Шмидт.
Мастерство Брукнера-органиста (прежде всего его импровизации) было высоко оценено за пределами Австрии. В 1869 году он играл во Франции, а в 1871 году — в Англии: шесть концертов на новом органе в Альберт-холле и пять в Хрустальном дворце.
В 1875 году Брукнер стал доцентом Венского университета, три года спустя — органистом Придворной капеллы. В 1886 году он был удостоен ордена Франца Иосифа.
Дружил с философом Антоном фон Эльцельт-Невином, которому посвятил свою 6-ю симфонию.
Композитор умер в 1896 году в Вене, где спустя три года ему был поставлен памятник. Саркофаг с прахом Брукнера покоится в крипте под органом монастыря Святого Флориана.

## Память
В 1898 году в Линце был учреждён особый фонд (нем. Bruckner-Stiftung), который в течение 25 лет должен был спонсировать фестивали брукнеровской музыки, проводившиеся в этом городе через каждые два года. В Линце регулярно проводится посвящённый Брукнеру музыкальный фестиваль.
В Линце построен концертный зал Брукнерхаус (нем.), в котором среди прочего проводятся крупные международные фестивали Брукнерфест (нем.) и Ars Electronica (нем.).
В 1928 году в Вене было образовано Международное общество Брукнера.
Композитор изображён на австрийской почтовой марке 1949 года.

## Творчество

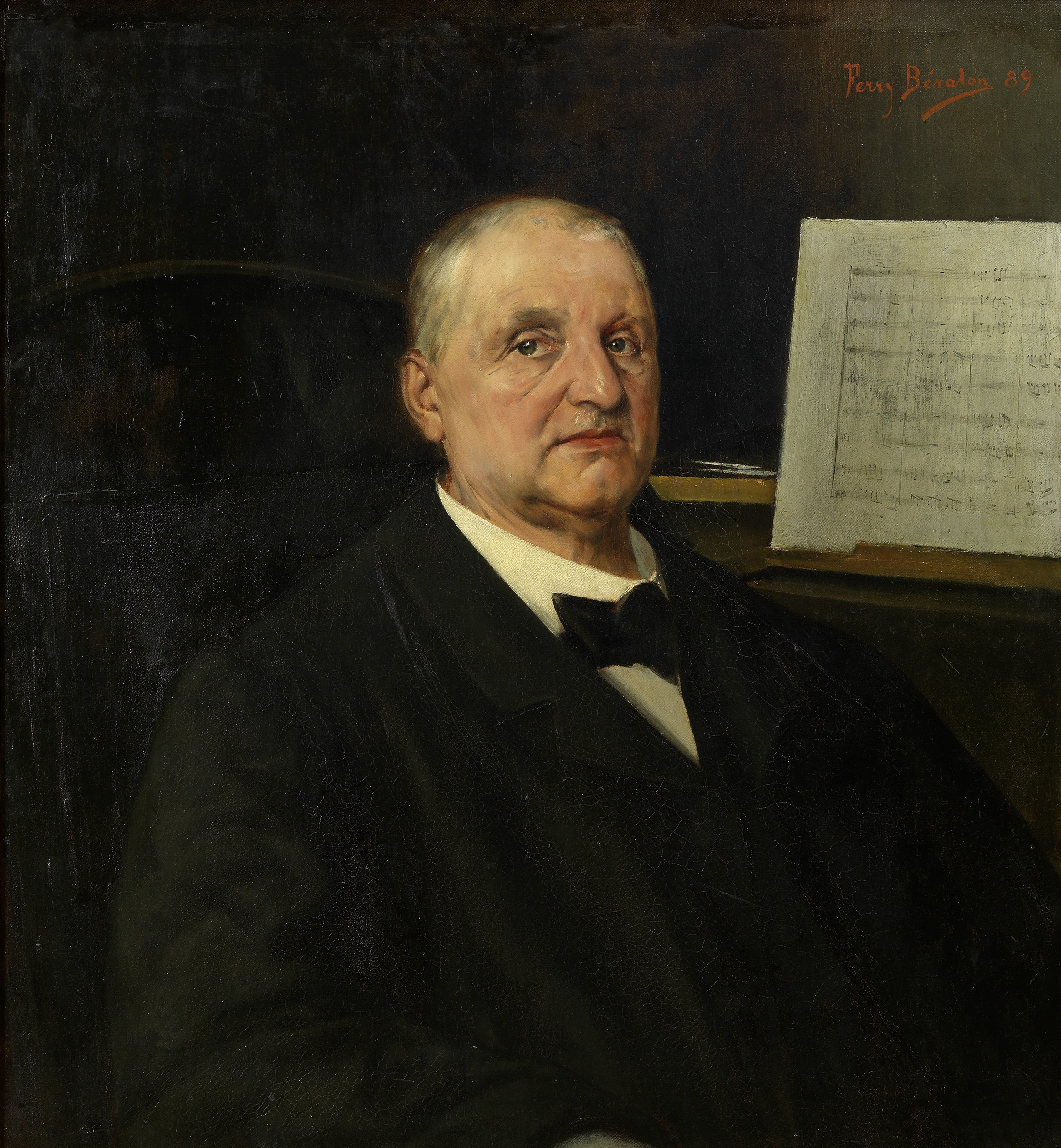
Антон Брукнер (1889)

Основную часть творчества композитора составляет симфоническая и духовная музыка. Первое значительное произведение было написано Брукнером, когда ему было около сорока. Известность пришла поздно, когда композитору было около шестидесяти лет. Существует мнение, что Брукнер был слабым оркестровщиком, что давало повод переоркестровывать его произведения. Однако в настоящее время подавляющее число дирижёров предпочитает исполнять сочинения Брукнера, ориентируясь исключительно на оригинальный текст партитур (например, Георг Тинтнер, Элиаху Инбал, Филипп Херревеге).

#### Хоровые произведения
Брукнер был очень религиозным человеком и сочинил множество духовных произведений. Он написал музыку на тексты гимнов «Te Deum» и «Магнификат», пяти псалмов (включая Псалом 150 в 1890-х годах), создал праздничную кантату (WAB 16), около сорока мотетов и по крайней мере семь месс. Три ранние мессы (Windhaager Messe, Kronstorfer Messe и Messe für den Gründonnerstag), созданные между 1842 и 1844 годами, были небольшими австрийскими мессами, в которых опущены некоторые традиционные части, предназначенными для использования в богослужении в местных церквях. Его Реквием ре минор 1849 года — самая ранняя работа, которую сам Брукнер считал достойной сохранения в истории.
Стоит отметить, что чаще исполняются три мессы, которые Брукнер написал в 1860-х годах и пересмотрел позже в своей жизни. Мессы № 1 ре минор и № 3 фа минор предназначены для солистов, смешанного хора, органа и оркестра, а № 2 ми минор для смешанного хора и небольших групп духовых инструментов. Эту мессу Брукнер задумывал как отчасти соответствующую цецилианским представлениям о духовной музыке.

#### Светские вокальные произведения
В молодости Брукнер пел в мужских хорах и писал для них музыку. Светская хоровая музыка Брукнера была в основном написана для хоровых обществ, все тексты на немецком языке. Некоторые из этих произведений были написаны специально для частных заказчиков и отдельных мероприятий, таких как свадьбы, похороны, дни рождения или именины, многие из таких произведений посвящены друзьям и знакомым композитора. Музыка такого формата редко исполняется. Биограф Дерек Уотсон характеризует пьесы для мужского хора как «мало интересующие не немецкого слушателя». Из примерно 30 таких пьес наиболее необычной и запоминающейся композицией является песня «Abendzauber» (1878) для мужского хора, солиста, йодлеров и четырёх валторн.
Брукнер также написал 20 песен, из которых лишь несколько были опубликованы. Песни, написанные Брукнером в 1861—1862 годах, не были включены в классификацию WAB, но в 2013 году Австрийская национальная библиотека смогла приобрести ученическую рукопись Брукнера, датированную 1861—1863 годами.
Брукнер сочинил также пять именинных кантат и две патриотические кантаты на тексты Августа Зильберштейна, Germanenzug и Helgoland. Первой опубликованной работой Брукнера была Germanenzug (WAB 70), написанная в 1863—1864 годах. Helgoland (WAB 71), для мужского хора и большого оркестра, была написана в 1893 году и была последней законченной композицией Брукнера и единственной светской вокальной работой, которую он считал достаточно достойной, чтобы завещать её Австрийской национальной библиотеке.

#### Другие работы
Во время обучения у Отто Кицлера Брукнер сочинил три короткие оркестровые пьесы и марш ре минор в качестве упражнений в оркестровке. В то же время он написал увертюру соль минор. Эти работы, которые иногда включаются в записи симфоний, уже демонстрируют намёки на новый стиль Брукнера.

## Сочинения
- Симфонии:
  - № 00 фа минор («Ученическая»), 1863, WAB 99
  - № 1 до минор, 1866, WAB 101
  - Симфония си-бемоль мажор (WAB 142), 1869, набросок первой части.
  - № 0 ре минор, 1869, WAB 100
  - № 2 до минор, 1872, WAB 102
  - № 3 ре минор, 1873, WAB 103
  - № 4 ми-бемоль мажор, 1874, WAB 104
  - № 5 си-бемоль мажор, 1876, WAB 105
  - № 6 ля мажор, 1881, WAB 106
  - № 7 ми мажор, 1883, WAB 107
  - № 8 до минор, 1887, WAB 108
  - № 9 ре минор, 1896, WAB 109
- увертюра соль минор (1862); три пьесы для оркестра (1862); марш ре минор (1862); марш ми-бемоль мажор (1865);
- духовная музыка (Реквием — 1849; Магнификат — 1852; 3 большие мессы — 1864, 1866 — для хора и духового оркестра (вторая ред. 1882), 1868; Te Deum — 1884; Ave Maria; псалмы, мотеты и др.);
- светские хоры («Germanenzug» для мужского хора и духового оркестра — 1864; «Helgoland» для мужского хора и оркестра — 1890 и др.);
- сочинения для органа и фортепиано;
- струнный квартет (1862), струнный квинтет (1879); рондо до минор (1862).

## Записи

### Полные комплекты
(включая или исключая две ранние симфонии без номера)
- Даниэль Баренбойм
- Гюнтер Ванд
- Валерий Гергиев
- Яша Горенштейн
- Элиаху Инбал
- Ойген Йохум
- Герберт фон Караян
- Лорин Маазель
- Курт Мазур
- Роберто Патерностро
- Геннадий Рождественский
- Станислав Скровачевский
- Георг Тинтнер
- Бернард Хайтинк
- Рикардо Шайи
- Георг Шолти

### Отдельные симфонии
- Клаудио Аббадо (№ 1, 4, 5, 7, 9)
- Герман Абендрот (№ 4, 5, 7—9)
- Курт Айхгорн (№ 2, 5—9)
- Николаус Арнонкур (№ 3—5, 7—9)
- Джон Барбиролли (№ 3, 7—9)
- Эдуард ван Бейнум (№ 4, 5, 7—9)
- Леонард Бернстайн (№ 6, 9)
- Карл Бём (№ 3—5, 7, 8)
- Пьер Булез (№ 5, 7—9)
- Бруно Вальтер (№ 4, 7—9)
- Карло Мария Джулини (№ 2, 7—9)
- Курт Зандерлинг (№ 3, 4, 7)
- Освальд Кабаста (№ 4, 7, 9)
- Йозеф Кайльберт (№ 4, 6—9)
- Отто Клемперер (№ 4—9)
- Ханс Кнаппертсбуш (№ 3—5, 7—9)
- Франц Конвичный (№ 2, 4, 5, 7—9)
- Ловро фон Матачич (№ 0, 3—5, 7—9)
- Евгений Мравинский (№ 7—9)
- Джордж Селл (№ 3, 7, 8)
- Уильям Стайнберг (№ 4—8)
- Клаус Теннштедт (№ 4, 7, 8)
- Вильгельм Фуртвенглер (№ 4—9)
- Филипп Херревеге (№ 3—5, 7—9)
- Серджиу Челибидаке (№ 3—9)
- Карл Шурихт (№ 3—5, 7—9)
- Марис Янсонс (№ 3, 4, 7, 9)
- Неэме Ярви (№ 5, 7, 8)
- Пааво Ярви (№ 4—7, 9)
- Валерий Гергиев (№ 4, 8)